# 1980년대 초 미국의 경기 침체

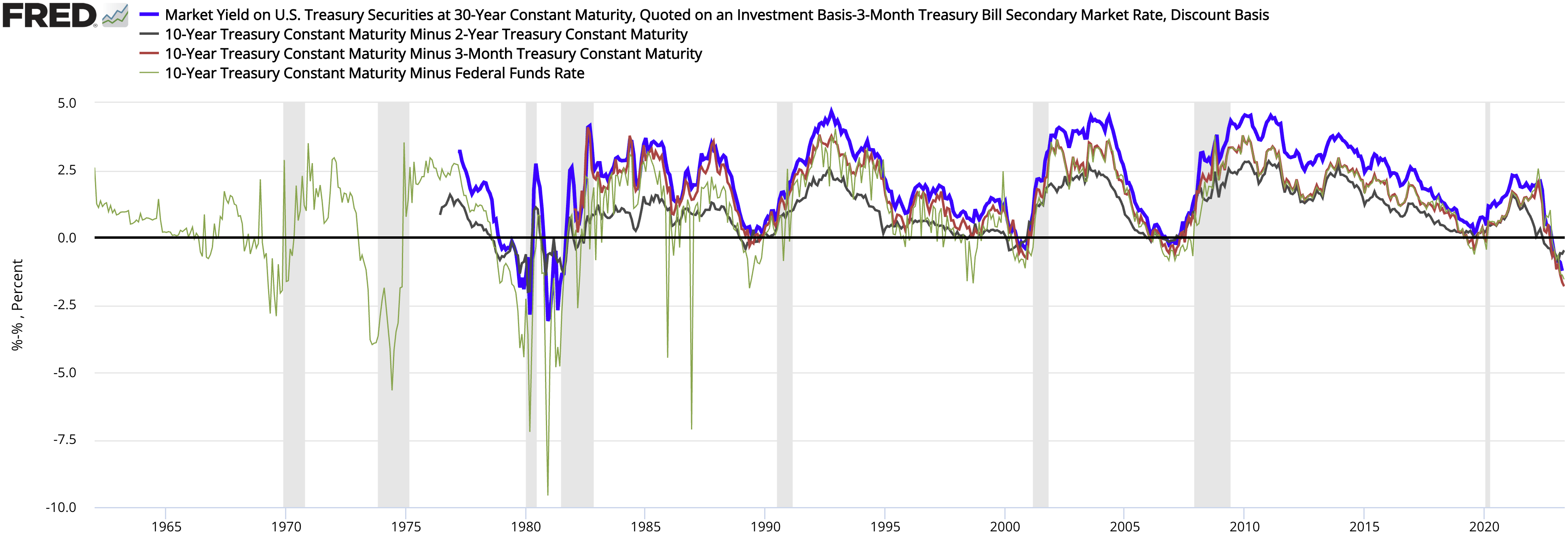
재무부 수익률 스프레드
1970년대 후반과 1980년대 초반의 수익률 곡선 역전

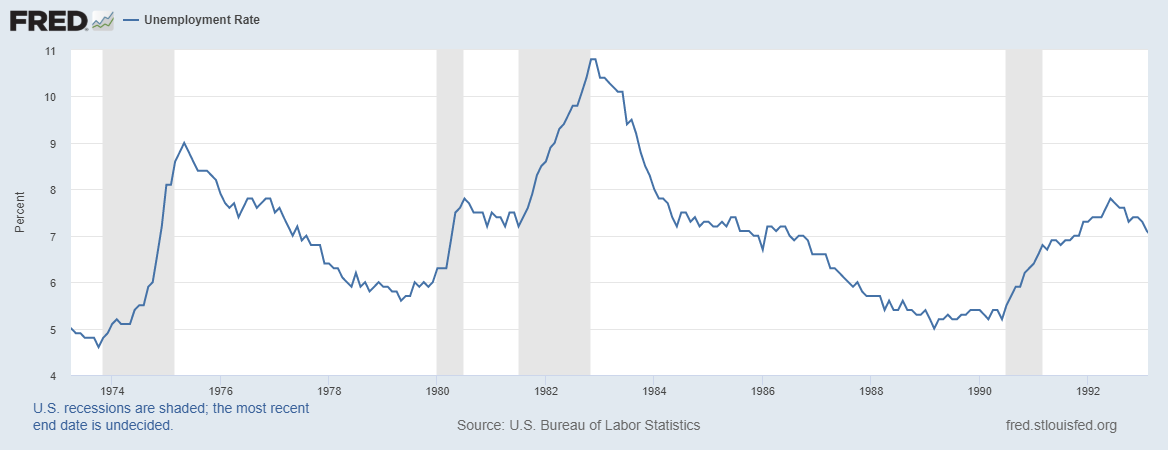
미국 실업률, 1973–1993

미국은 1980년 1월에 경기후퇴에 진입하여 6개월 후인 1980년 7월에 성장세로 돌아섰다. 회복세가 나타났음에도 불구하고, 실업률은 1981년 7월 두 번째 경기후퇴가 시작될 때까지 변동이 없었다. 경기침체는 16개월 후인 1982년 11월에 끝났다. 경제는 강력한 회복기에 접어들어 1990년까지 장기간의 확장을 경험했다.
1980년 경기후퇴의 주요 원인으로는 두 자릿수 인플레이션에 맞서기 위해 연방준비제도가 취한 긴축 통화 정책과 에너지 위기의 잔여 효과가 있었다. 제조업과 건설업은 1981년 연방준비제도가 더욱 공격적인 인플레이션 감축 정책을 채택하기 전까지 회복하지 못했고, 이는 두 번째 경기침체를 야기했다. 근접성과 복합적인 효과 때문에 이들은 일반적으로 1980년대 초반 경기후퇴라고 불리며, W자형 또는 "더블딥" 경기후퇴의 한 예이다. 이는 미국에서 그러한 경기후퇴의 가장 최근 사례로 남아있다.
이 경기후퇴는 보다 전통적인 케인스 경제학에서 신자유주의 경제 정책 채택으로의 정책 전환을 알렸다. 이러한 변화는 주로 세금 개혁과 연방준비제도 측의 더 강력한 통화 정책을 통해 이루어졌으며, 이후 뒤따른 강력한 회복과 길고 안정적인 성장 기간은 정치 및 학계에서 두 개념의 인기를 높였다.

## 배경

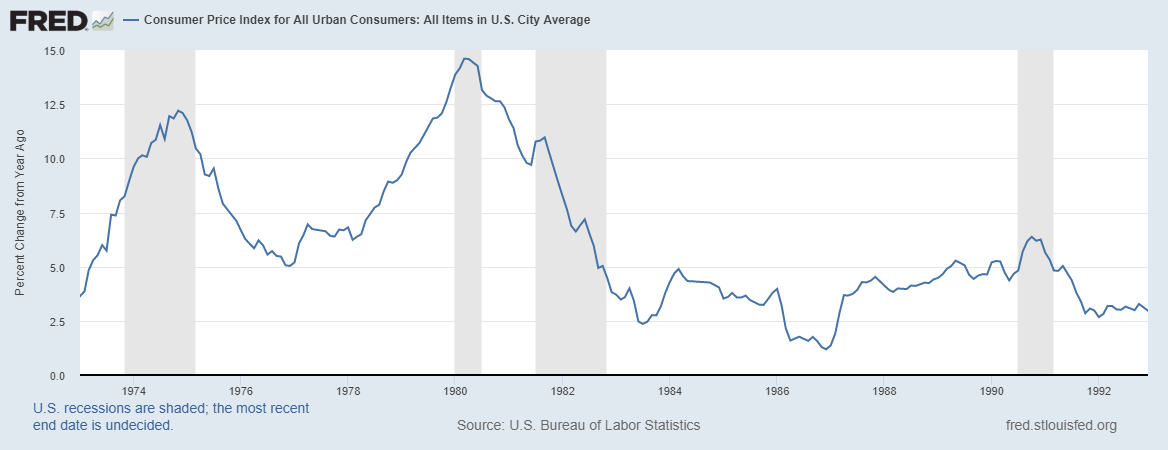
미국 소비자 물가지수의 연간 변화율(인플레이션 측정), 1973–1992

1978년부터 인플레이션이 심화되기 시작하여 1979년에는 두 자릿수 수준에 도달했다. 소비자 물가지수는 1978년에서 1980년 사이에 상당히 상승했다. 이러한 상승은 주로 1979년과 1980년의 석유 가격 충격에 기인했지만, 에너지와 식료품을 제외한 근원 소비자 물가지수도 큰 폭으로 상승했다. 생산성, 실질 국민 총생산, 그리고 개인 소득은 이 기간 동안 본질적으로 변동이 없었지만, 인플레이션은 계속 상승했는데, 이는 스태그플레이션으로 알려진 현상이다.
상승하는 인플레이션에 대처하기 위해, 최근 임명된 연방준비제도 의장인 폴 볼커는 페더럴 펀드 금리를 인상하기로 결정했다. 1979년 10월 6일 연방공개시장위원회 회의 이후, 페더럴 펀드 금리는 11.5%에서 점진적으로 상승하여 1980년 4월에는 최고 17.6%에 달했다. 이로 인해 1980년 1월부터 경제 경기후퇴가 시작되었고, 1980년 3월 지미 카터 대통령은 인플레이션을 잡기 위해 신용 통제 및 예산 삭감에 대한 자신만의 계획을 세웠다. 이러한 새로운 우선순위에 협력하기 위해 페더럴 펀드 금리는 4월 최고치에서 상당히 낮아졌다.

## 1980년
경기후퇴는 1980년 1월에 시작되었다. 페더럴 펀드 금리 상승의 결과로 자동차 및 주택 대출을 위한 신용 확보가 더욱 어려워졌다. 이로 인해 소비자 신용 가용성에 의존하는 제조업과 주택 부문에서 심각한 위축이 발생했다. 경기후퇴 기간 동안 실업된 일자리의 대부분은 상품 생산 산업에 집중되었고, 제3차 산업은 대체로 영향을 받지 않았다.
경기후퇴 기간 동안 제조업 부문에서 110만 개의 일자리가 사라졌고, 총 130만 개의 일자리가 감소하여 전체 급여의 1.2%를 차지했다. 1979년의 저조한 판매로 이미 어려운 상황에 있던 자동차 산업은 31만 개의 일자리를 잃어 해당 부문의 33%를 차지했다. 건설업은 비슷한 수치인 30만 개 감소했다. 실업률은 1980년 6월 경기후퇴 최고치인 7.8%로 상승했지만, 연말까지 거의 변동이 없었으며 1981년 1분기까지 평균 7.5%를 유지했다.
경기후퇴의 공식적인 종료는 1980년 7월로 확정되었다. 5월부터 이자율이 하락하면서 급여 인력이 증가하기 시작했다. 자동차 노동자들의 실업률은 1979년 최저치인 4.8%에서 최고치인 24.7%로 상승한 후 연말에는 17.4%로 떨어졌다. 건설업 실업률은 16.3%로 상승했으며, 연말에는 역시 완화되었다.
1980년 마지막 분기 동안 경제가 회복 중이 아니라 일시적인 휴식기를 경험하고 있다는 의구심이 있었다. 이러한 우려는 1980년 마지막 몇 달 동안의 저조한 주택 및 자동차 판매 실적과 함께, 두 번째 이자율 상승과 정체된 실업률로 인해 더욱 커졌다.

## 1981년~1982년

로널드 레이건 미국 대통령이 1981년 7월 오벌 오피스에서 세금 감면 계획을 설명하는 TV 연설을 하고 있다.

1981년이 시작되면서 연방준비제도는 인플레이션을 줄이기 위해 금리가 계속 상승할 것이기 때문에 1981년에는 경제 성장이 거의 또는 전혀 없을 것이라고 보고했다.
1980년 경기침체 이후 미미하고 짧은 회복기 동안 견인력을 얻지 못하자, 1981년 중반부터 금리 인상으로 인한 제조업 및 주택 부문의 취약성은 관련 부문에 더 큰 영향을 미치기 시작했다. 실업은 재개되었고, 이번에는 1982년 말까지 거의 모든 고용 부문으로 확대되었다. 상품 생산 부문이 가장 큰 타격을 입었다: 1982년 전체 일자리 손실의 90%가 제조업에서 발생했지만, 이 부문은 전체 비농업 고용의 30%만을 차지했다. 기계 산업은 40만 개의 일자리를 잃었다. 운송 장비 제조업은 18만 개의 일자리가 감소했다. 전기 및 전자 제조업 분야의 해고는 10만 개를 초과했다. 광업 부문은 15만 개의 일자리를 잃었는데, 이는 높은 원자재 가격과 경기침체로 인한 수요 감소의 결과로 보인다. 건설업은 1981년 7월부터 1982년 12월까지 총 38만 5천 개의 일자리를 잃었다. 1970년대 중반부터 이미 압박을 받고 있던 비내구재 제조업(예: 섬유, 고무, 의류, 플라스틱, 담배, 식품 등)은 약 36만 5천 개의 일자리 감소를 겪었다.
자동차 노동자 실업률은 1978년 초 3.8%에서 1982년 말에는 24%로 상승했으며, 같은 기간 건설 노동자 실업률은 22%로 정점을 찍었다.
서비스 부문은 제조업만큼 심각한 타격을 입지는 않았지만, 경기침체 기간 동안 40만 개의 일자리를 잃었으며, 운송, 공공 서비스, 주 및 지방 정부, 도매 및 소매 무역에서 급격한 감소를 보였다. 그러나 금융, 보험 및 부동산 부문은 경기침체 기간 동안 3만 5천 개의 일자리를 창출했다.
제조업과 건설업의 큰 손실과 서비스업의 상대적으로 적은 손실은 남성과 여성의 실업률에 다르게 영향을 미쳤다. 1973-1975년 경기침체 기간 동안 남성과 여성의 실업률 증가는 거의 같았지만, 1981-1982년 경기침체 기간 동안 남성의 실업률은 4.5%포인트 증가한 반면, 여성은 상대적으로 완만한 2.5%포인트 증가를 겪었다. 1981년 가을부터 1982년 말 사이에 실업률 증가의 거의 70%가 남성 실업에서 비롯되었다.
1980년 경기후퇴 종료와 1981년 7월 두 번째 경기후퇴 시작 사이 기간 동안 실업률은 거의 변동이 없었으며, 7.2% 아래로 떨어진 적이 없었다. 1982년 9월에는 실업률이 1941년 이후 처음으로 두 자릿수를 기록했으며, 연말에는 전후 최고치인 10.8%에 달했다. 실업률의 총 증가는 3.6%로, 1973–75년 경기후퇴의 3.8% 증가보다는 적었지만, 2.9% 평균보다는 여전히 높았다. 경기후퇴가 이미 높은 실업률 수준에서 시작되었기 때문에, 이 증가는 쉽게 다른 어떤 전후 경기후퇴보다 높은 수준으로 실업률을 밀어 올렸다. 전반적으로 이 경기후퇴는 290만 개의 일자리 손실을 초래했으며, 이는 급여 고용의 3.0% 감소를 의미하는데, 이는 1957–1958년 경기후퇴 이후 가장 큰 비율 감소였다. 불완전 고용 노동자(시간제로 일하지만 정규직을 원하는 사람들)의 수는 1955년 데이터 수집이 시작된 이래 당시까지 기록된 최고치로 증가했다.
실업률은 청소년과 소수 인종 그룹에서 특히 심각했다. 흑인 미국인의 실업률은 1982년 12월에 20%로 최고치를 기록했으며, 라틴계는 15%, 백인 미국인은 9.3%였다. 청소년 실업률은 24%에 달했으며, 흑인 청소년들 사이에서 특히 심각했다. 1982년 대부분 동안 흑인 청소년들의 실업률은 약 50%를 유지했다.
1981년 1월 취임한 로널드 레이건은 자신의 경제 계획을 제시했다. 1981년 8월, 대통령은 3년간의 감세 계획인 1981년 경제회복세법에 서명했다. 1982년 경기침체가 심화되면서 레이건의 지지율도 하락했다. 그 결과, 1982년 미국 하원의원 선거에서 공화당이 1980년 선거에서 하원에서 얻었던 의석이 뒤집혔다. 그러나 상원 통제권은 공화당이 유지했다.

## 회복
1983년 7월, 공식적인 경기후퇴 종료일은 1982년 11월로 발표되었고, 고용 최저점은 12월에 발생했다. 발표 당시 생산량과 판매량은 경기후퇴가 시작되기 전 수준을 이미 충족하거나 초과했다. 1983년 12월까지 비농업 급여인력은 290만 명 증가했고 실업률은 2.5% 감소했다. 자동차 산업은 1982년 3분기에 1억 8,700만 달러의 손실을 기록했으나, 1983년 같은 기간에는 12억 달러의 수익을 올렸다. 새로운 인플레이션 급증을 막기 위해 1983년 내내 이자율과 주택 담보 대출 금리는 비정상적으로 높은 수준을 유지하여 건설 및 주택 부문의 회복을 지연시켰다.
《월간 노동 검토》 1984년 8월호에 게재된 전후 경제 회복 첫 6분기 비교 분석에 따르면, 1983-1984년 회복은 1953년 경기후퇴 이후 전후 회복 중 가장 강력했다. 1985년에 회복 3년차가 끝나갈 무렵, 급여 고용은 경기후퇴 종료 이후 1천만 명 증가했다. 성장은 1990년 7월까지 계속되어, 당시 미국 역사상 가장 긴 평시 경제 확장을 기록했다.

## 영향
1983년 경제는 회복되었지만, 높은 인플레이션과 높은 이자율의 잔여 효과는 저축대부조합 산업에 지대한 영향을 미쳤다. 저축대부조합은 이자율 상한선에 제한을 받았다. 이자율 상승의 결과로, 많은 저축대부조합 기관들은 예금자들이 상업 은행이 제공하는 더 높은 수익 계좌로 자금을 옮기면서 빈번한 계좌 인출을 경험했다. 이미 어려움을 겪고 있던 저축대부조합 산업은 1981년과 1982년에 큰 손실을 기록했다.
높은 주택담보대출 금리는 저축대부조합의 주요 자산인 주택담보대출 채권의 가치를 하락시켰다. 이러한 고정 금리 대출은 인출을 상쇄하기 위해 손실을 보고 매각되었다. 이러한 자산-부채 불일치는 저축대부조합 위기의 주요 원인으로 지목되었다.

## 장기적인 영향
미국 거시경제는 1983-1990년 경제 확장 기간 동안 회복되었지만, 1980년대 초 경기침체는 미국 여러 지역, 특히 중공업에 의존하는 지역에 긴 그림자를 드리웠다. 예를 들어, 중공업이 발달한 레이크군 (인디애나주)(게리, 이스트시카고, 해먼드와 같은 주요 제조업 도시의 본거지)은 1996년까지 1980년 고용 수준을 회복하지 못했다. 그리고 2010년 현재, 이 카운티의 인플레이션 조정 생산량은 1978년 최고치보다 15-20% 낮은 수준에 고착되어 있다. 시카고 남부, 마호닝 밸리, 클리블랜드, 피츠버그와 같은 다른 철강 생산 지역들은 1973-75년 경기후퇴 이후로 어려움을 겪고 있었지만, 1980년대 초 경기침체가 지역 경제에 깊고 영구적인 손상을 입혔다. 미네소타의 아이언 레인지, 위스콘신의 드리프트리스 지역, 동부 켄터키주, 웨스트버지니아주의 광산 공동체들도 수년간의 어려움 끝에 황폐해졌다.
인플레이션이 진정되고 이자율이 1983년부터 하락하기 시작했음에도 불구하고, 연방준비제도는 1980년대 중반까지 강달러 정책을 고수했다. 이는 미국 제조업 상품(특히 자동차와 철강) 수출의 경쟁력을 약화시켜 제조업의 회복을 방해했다. 1985년이 되어서야 레이건 행정부와 연방준비제도가 이 문제를 해결하기 위해 조치를 취했고, 미국은 프랑스, 서독, 일본, 영국과 플라자 합의를 체결했다. 미국 달러가 이들 주요 통화에 대해 약 50% 절하되면서, 이 협정(자발적 수출 제한과 결합)은 미국 수출, 특히 자동차 부문의 회복에 도움이 되었다. 1990년대 초까지 미국 공장에서 일본 자동차 제조업체가 조립한 차량의 수는 일본에서 미국으로 수출된 자동차 수를 초과했으며, 이러한 추세는 2010년대에도 계속되고 있다. 그러나 많은 자동차 제조 공장은 주로 남부와 서부에 위치한 노동권법이 있는 주에 설립되었다. 러스트 벨트 주, 특히 오하이오, 미시간, 인디애나와 같은 자동차 제조 주들은 이러한 변화의 모든 이점을 항상 누리지 못했다.
미국 제조업 고용은 1979년 6월 1950만 명으로 정점을 찍은 후 280만 명 급감하여 1670만 명으로 떨어졌다가 1983년 1월 바닥을 쳤다. 1983-1990년 기간 동안 120만 개의 제조업 일자리가 창출되었지만, 1979년 최고점은 다시는 도달하지 못했다. 이 경기침체는 이후 세계화와 아웃소싱 덕분에 가속화된 미국의 지속적인 탈산업화를 예고했다.

## 더 읽어보기
- Meltzer, Allan H. (2009). 《A History of the Federal Reserve – Volume 2, Book 2: 1970–1986》. Chicago: 시카고 대학교 출판부. 1043–1131쪽. ISBN 978-0226213514.
- Silber, William L. (2012). 《Volcker: The Triumph of Persistence》. New York: 블룸즈버리 프레스. 187–237쪽. ISBN 978-1608190706.